# 山田進
山田 進（やまだ すすむ、1949年（昭和24年）2月 - ）は、日本の工学者。苫小牧工業高等専門学校教授。専門は、電子・電気材料工学。

## 経歴

### 学歴
- 1967年（昭和42年）3月 - 室蘭工業高等学校機械科卒業
- 1971年（昭和46年）3月 - 室蘭工業大学工学部電子工学科卒業
- 1975年（昭和50年）3月 - 室蘭工業大学大学院工学研究科電子工学専攻博士前期課程（修士） 修了
- 1977年（昭和52年）3月 - 北海道大学大学院工学研究科電子工学専攻博士後期課程（博士） 修了

### 職歴
- 道内高校教諭
- 苫小牧工業高等専門学校電気電子工学科教授

## 専門（研究・活動内容等）

### 研究分野
- 電子・電気材料工学
- 半導体材料

### 研究テーマ
- 水面上L膜の表面構造について
  - LB膜,単分子膜
- ショットキー障壁太陽電池について
  - ショットキー太陽電池

### 研究業績
- 気一液界面におけるポリジアセチレン誘導体単分子膜の直接観察と大面績2次元結晶の配向制御表面科学（学術雑誌 、1995 ）
- ポリジアセチリンL膜の分子配向表面科学（学術雑誌 、1995 ）
- 気一液界面におけるポリジアセチレン単結晶単分子膜の分子配向と成長方向について（学術雑誌 、1996 ）

## 所属学会
- 応用物理学会
- 電子情報通信学会
- 日本表面科学会